# In hoc signo vinces

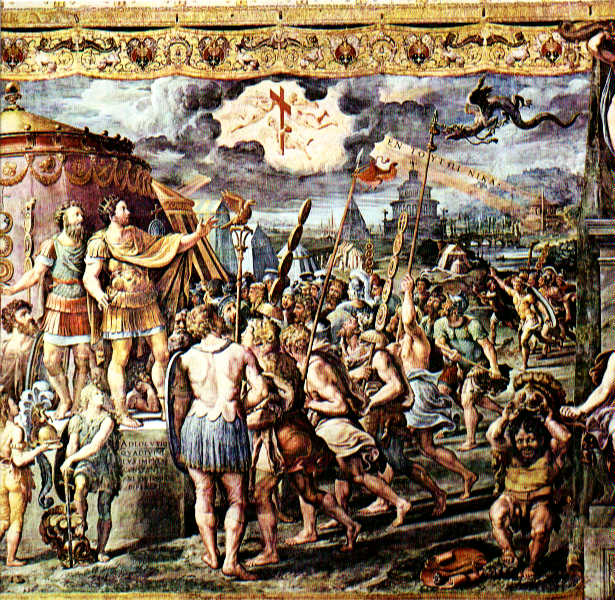
Portion de la toile La Vision de la Croix dépeignant la vision d'une croix avant la bataille du pont Milvius. La locution en grec Ἐν τούτῳ νίκα apparaît à la droite du nuage.

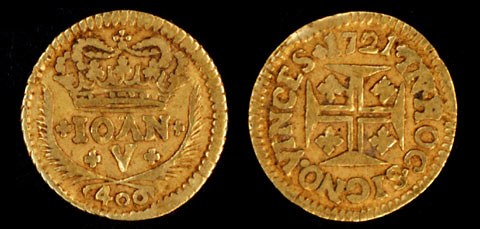
La locution In hoc signo vinces apparaît sur une ancienne pièce de monnaie portugaise de l'année 1721.

Pour l’article homonyme, voir In hoc signo vinces (film, 1913).
In hoc signo vinces est une locution latine traduite du grec ancien « ἐν τούτῳ νίκα », qui peut se traduire ainsi : « Par ce signe, tu vaincras ».

## La vision de Constantin
Lactance (vers 250 - vers 325) rapporte que Constantin Ier eut une vision du chrisme (☧) dans le ciel peu avant la bataille du pont Milvius, qui s'est déroulée en 312.
L'historien de l'Église Eusèbe de Césarée indique que Constantin marchait avec son armée lorsqu'il regarda le soleil et vit une croix de lumière à l'intérieur, avec l'inscription grecque (ἐν) τούτῳ νίκα. Constantin ne comprit pas au premier abord la signification de cette apparition, mais il fit la nuit suivante un rêve dans lequel le Christ lui expliquait qu'il devait utiliser le signe de la croix contre ses ennemis. Selon la légende, le symbole sera utilisé et cela permettra à Constantin de remporter la bataille du pont Milvius bien qu'étant en infériorité numérique.
Eusèbe décrit alors le labarum, étendard militaire qui sera utilisé par Constantin dans sa guerre contre Licinius et comportant le chrisme.
Selon l'idée généralement reçue, le monogramme du Christ comporterait les deux premières lettres du nom du Christ en grec : « Χριστός ». Il s'agit d'un symbole avant tout chrétien.

## Utilisations postérieures
Pierre-Joseph Proudhon, dans son livre de 1852, La Révolution sociale démontrée par le coup d’État, propose à Louis-Napoléon Bonaparte, qui était encore président de la Deuxième République, de prendre pour emblème impérial l'équerre et le compas maçonniques, sur cette devise.  

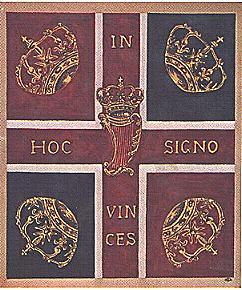
Drapeau du régiment Dillon, Brigade irlandaise de France